# Embelia rugosa
Embelia rugosa är en viveväxtart som först beskrevs av George King och Gamble, och fick sitt nu gällande namn av Henry Nicholas Ridley. Embelia rugosa ingår i släktet Embelia och familjen viveväxter. Inga underarter finns listade i Catalogue of Life.